# Twin Hills
Twin Hills – jednostka osadnicza w Stanach Zjednoczonych, w stanie Alaska, w okręgu Dillingham.